# Tour of the Alps 2021
Il Tour of the Alps 2021, quarantaquattresima edizione della corsa, valido come evento dell'UCI ProSeries 2021 categoria 2.Pro e come quinta prova della Ciclismo Cup 2021, si svolse in cinque tappe dal 19 al 23 aprile 2021 su un percorso di 713,6 km, con partenza da Bressanone e arrivo a Riva del Garda, in Italia. La vittoria fu appannaggio del britannico Simon Yates, che completò il percorso in 18h36'06", precedendo lo spagnolo Pello Bilbao ed il russo Aleksandr Vlasov.
Sul traguardo di Riva del Garda 119 ciclisti, su 145 partiti da Bressanone, portarono a termine la competizione.

## Tappe
| Tappa  | Data      | Percorso                                      | km    | Vincitore di tappa  | Leader cl. generale |
| ------ | --------- | --------------------------------------------- | ----- | ------------------- | ------------------- |
| 1ª     | 19 aprile | Bressanone > Innsbruck (AUT)                  | 140,6 | Gianni Moscon       | Gianni Moscon       |
| 2ª     | 20 aprile | Innsbruck (AUT) > Feichten im Kaunertal (AUT) | 121,5 | Simon Yates         | Simon Yates         |
| 3ª     | 21 aprile | Imst (AUT) > Naturno                          | 162   | Gianni Moscon       | Simon Yates         |
| 4ª     | 22 aprile | Naturno > Valle del Chiese/Pieve di Bono      | 168,6 | Pello Bilbao        | Simon Yates         |
| 5ª     | 23 aprile | Valle del Chiese/Idroland > Riva del Garda    | 120,9 | Felix Großschartner | Simon Yates         |
| Totale | Totale    | Totale                                        | 713,6 |                     |                     |

## Squadre e corridori partecipanti
| N.      | Cod. | Squadra                |
| ------- | ---- | ---------------------- |
| 1-7     | IGD  | Ineos Grenadiers       |
| 11-17   | GFC  | Groupama-FDJ           |
| 21-26   | TFS  | Trek-Segafredo         |
| 31-37   | AST  | Astana-Premier Tech    |
| 41-47   | BOH  | Bora-Hansgrohe         |
| 51-57   | BEX  | Team BikeExchange      |
| 61-67   | EFN  | EF Education-Nippo     |
| 71-77   | UAD  | UAE Team Emirates      |
| 81-87   | TQA  | Team Qhubeka Assos     |
| 91-97   | ISN  | Israel Start-Up Nation |
| 101-107 | TBV  | Bahrain Victorious     |

| N.      | Cod. | Squadra                     |
| ------- | ---- | --------------------------- |
| 111-117 | ACT  | AG2R Citroën Team           |
| 121-127 | DSM  | Team DSM                    |
| 131-137 | ANS  | Androni Giocattoli-Sidermec |
| 141-147 | GAZ  | Gazprom-RusVelo             |
| 151-157 | ARK  | Team Arkéa-Samsic           |
| 161-167 | BCF  | Bardiani-CSF-Faizanè        |
| 171-177 | EOK  | Eolo-Kometa Cycling Team    |
| 181-186 | CJR  | Caja Rural-Seguros RGA      |
| 191-197 | UXT  | Uno-X Pro Cycling Team      |
| 201-207 | TIR  | Tirol KTM Cycling Team      |

## Dettagli delle tappe

### 1ª tappa
- 19 aprile: Bressanone > Innsbruck (AUT) – 140,6 km

Risultati
| Pos. | Corridore     | Squadra | Tempo    |
| ---- | ------------- | ------- | -------- |
| 1    | Gianni Moscon | Ineos   | 3h29'24" |
| 2    | Idar Andersen | Uno-X   | s.t.     |
| 3    | A. Rabušėnka  | UAE     | s.t.     |

| Pos. | Corridore     | Squadra | Tempo    |
| ---- | ------------- | ------- | -------- |
| 1    | Gianni Moscon | Ineos   | 3h29'14" |
| 2    | Idar Andersen | Uno-X   | a 4"     |
| 3    | A. Rabušėnka  | UAE     | a 6"     |

### 2ª tappa
- 20 aprile: Innsbruck (AUT) > Feichten im Kaunertal (AUT) – 121,5 km

Risultati
| Pos. | Corridore     | Squadra      | Tempo    |
| ---- | ------------- | ------------ | -------- |
| 1    | Simon Yates   | BikeExchange | 3h17'42" |
| 2    | Pavel Sivakov | Ineos        | a 41"    |
| 3    | Daniel Martin | Israel       | a 58"    |

| Pos. | Corridore     | Squadra      | Tempo    |
| ---- | ------------- | ------------ | -------- |
| 1    | Simon Yates   | BikeExchange | 6h46'56" |
| 2    | Pavel Sivakov | Ineos        | a 45"    |
| 3    | Daniel Martin | Israel       | a 1'04"  |

### 3ª tappa
- 21 aprile: Imst (AUT) > Naturno – 162 km

Risultati
| Pos. | Corridore           | Squadra | Tempo    |
| ---- | ------------------- | ------- | -------- |
| 1    | Gianni Moscon       | Ineos   | 4h04'25" |
| 2    | Felix Großschartner | Bora    | s.t.     |
| 3    | Michael Storer      | DSM     | a 1"     |

| Pos. | Corridore     | Squadra      | Tempo     |
| ---- | ------------- | ------------ | --------- |
| 1    | Simon Yates   | BikeExchange | 10h52'10" |
| 2    | Pavel Sivakov | Ineos        | a 45"     |
| 3    | Pello Bilbao  | Bahrain      | a 1'04"   |

### 4ª tappa
- 22 aprile: Naturno > Valle del Chiese/Pieve di Bono – 168,6 km

Risultati
| Pos. | Corridore        | Squadra      | Tempo    |
| ---- | ---------------- | ------------ | -------- |
| 1    | Pello Bilbao     | Bahrain      | 4h39'42" |
| 2    | Aleksandr Vlasov | Astana       | s.t.     |
| 3    | Simon Yates      | BikeExchange | s.t.     |

| Pos. | Corridore        | Squadra      | Tempo     |
| ---- | ---------------- | ------------ | --------- |
| 1    | Simon Yates      | BikeExchange | 15h31'48" |
| 2    | Pello Bilbao     | Bahrain      | a 58"     |
| 3    | Aleksandr Vlasov | Astana       | a 1'06"   |

### 5ª tappa
- 23 aprile: Valle del Chiese/Idroland > Riva del Garda – 120,9 km

Risultati
| Pos. | Corridore           | Squadra | Tempo    |
| ---- | ------------------- | ------- | -------- |
| 1    | Felix Großschartner | Bora    | 3h03'38" |
| 2    | Nicolas Roche       | DSM     | a 34"    |
| 3    | A. De Marchi        | Israel  | s.t.     |

| Pos. | Corridore        | Squadra      | Tempo     |
| ---- | ---------------- | ------------ | --------- |
| 1    | Simon Yates      | BikeExchange | 18h36'06" |
| 2    | Pello Bilbao     | Bahrain      | a 58"     |
| 3    | Aleksandr Vlasov | Astana       | a 1'06"   |

## Evoluzione delle classifiche
| Tappa              | Vincitore           | Classifica generale Maglia fucsia | Classifica scalatori Maglia verde | Classifica sprint intermedi Maglia rossa | Classifica giovani Maglia bianca | Classifica a squadre |
| ------------------ | ------------------- | --------------------------------- | --------------------------------- | ---------------------------------------- | -------------------------------- | -------------------- |
| 1ª                 | Gianni Moscon       | Gianni Moscon                     | Alessandro De Marchi              | Felix Engelhardt                         | Idar Andersen                    | Bardiani-CSF-Faizanè |
| 2ª                 | Simon Yates         | Simon Yates                       | Simon Yates                       | Felix Engelhardt                         | Jefferson Alexander Cepeda       | Team BikeExchange    |
| 3ª                 | Gianni Moscon       | Simon Yates                       | Alessandro De Marchi              | Felix Engelhardt                         | Jefferson Alexander Cepeda       | Ineos Grenadiers     |
| 4ª                 | Pello Bilbao        | Simon Yates                       | Márton Dina                       | Felix Engelhardt                         | Jefferson Alexander Cepeda       | Ineos Grenadiers     |
| 5ª                 | Felix Großschartner | Simon Yates                       | Alessandro De Marchi              | Felix Engelhardt                         | Jefferson Alexander Cepeda       | Ineos Grenadiers     |
| Classifiche finali | Classifiche finali  | Simon Yates                       | Alessandro De Marchi              | Felix Engelhardt                         | Jefferson Alexander Cepeda       | Ineos Grenadiers     |

Maglie indossate da altri ciclisti in caso di due o più maglie vinte
- Nella 3ª tappa Alessandro De Marchi ha indossato la maglia verde al posto di Simon Yates.

## Classifiche finali

### Classifica generale - Maglia fucsia
| Pos. | Corridore        | Squadra      | Tempo     |
| ---- | ---------------- | ------------ | --------- |
| 1    | Simon Yates      | BikeExchange | 18h36'06" |
| 2    | Pello Bilbao     | Bahrain      | a 58"     |
| 3    | Aleksandr Vlasov | Astana       | a 1'06"   |
| 4    | J. A. Cepeda     | Androni      | a 2'25"   |
| 5    | Hugh Carthy      | EF           | a 2'37"   |
| 6    | Pavel Sivakov    | Ineos        | a 2'44"   |
| 7    | Nairo Quintana   | Arkéa        | a 2'54"   |
| 8    | Ruben Guerreiro  | EF           | a 3'12"   |
| 9    | Romain Bardet    | DSM          | s.t.      |
| 10   | Nick Schultz     | BikeExchange | a 3'36"   |

### Classifica scalatori - Maglia verde
| Pos. | Corridore       | Squadra      | Punti |
| ---- | --------------- | ------------ | ----- |
| 1    | A. De Marchi    | Israel       | 25    |
| 2    | Márton Dina     | Eolo         | 16    |
| 3    | Simon Yates     | BikeExchange | 14    |
| 4    | Reuben Thompson | Groupama     | 10    |
| 5    | Thibaut Pinot   | Groupama     | 10    |

### Classifica sprint intermedi - Maglia rossa
| Pos. | Corridore         | Squadra | Punti |
| ---- | ----------------- | ------- | ----- |
| 1    | Felix Engelhardt  | Tirol   | 12    |
| 2    | A. De Marchi      | Israel  | 8     |
| 3    | Gianni Moscon     | Ineos   | 6     |
| 4    | Luis León Sánchez | Astana  | 6     |
| 5    | Márton Dina       | Eolo    | 6     |

### Classifica giovani - Maglia bianca
| Pos. | Corridore        | Squadra    | Tempo     |
| ---- | ---------------- | ---------- | --------- |
| 1    | J. A. Cepeda     | Androni    | 18h38'31" |
| 2    | Alejandro Osorio | Caja Rural | a 2'00"   |
| 3    | Florian Lipowitz | Tirol      | a 4'03"   |
| 4    | Erik Fetter      | Eolo       | a 8'03"   |
| 5    | Attila Valter    | Groupama   | a 9'13"   |

### Classifica a squadre
| Pos. | Squadra             | Tempo     |
| ---- | ------------------- | --------- |
| 1    | Ineos Grenadiers    | 56h01'17" |
| 2    | Team DSM            | a 1'49"   |
| 3    | Astana-Premier Tech | a 7'26"   |
| 4    | AG2R Citroën Team   | a 9'18"   |
| 5    | Team BikeExchange   | a 9'21"   |